# Julio Pérez Silva
Julio Segundo Pérez Silva (Puchuncaví, 15 de julio de 1963), también conocido como «El Psicópata de Alto Hospicio», es un asesino en serie chileno, actualmente condenado a presidio perpetuo por violación y homicidio de catorce mujeres jóvenes (la mayoría menores de edad), además de un homicidio frustrado. Considerado el mayor asesino en serie de la historia moderna de Chile, cometió sus crímenes en la Región de Tarapacá, específicamente en la ciudad de Iquique y en la localidad de Alto Hospicio, en Chile.
Su modus operandi siempre fue el mismo. Trabajando como taxista clandestino, detenía jóvenes estudiantes a las cuales ofrecía transportarlas gratis para posteriormente llevarlas a algún sitio eriazo, violarlas y asesinarlas mediante golpes en la cabeza. Posteriormente, arrojaba los cuerpos (con o sin vida) en profundos piques mineros abandonados.

## Antecedentes
El «Segua», como le decían en su infancia, pasó la mayor parte de sus años entre las calles de Puchuncaví. Quienes le conocían en el colegio donde estudió, coinciden en que se trataba de un alumno tranquilo, callado e introvertido.
Se casó a los veintidós años con Mónica Cisternas, oriunda de La Calera, y tuvieron dos hijas. Luego, convivió cinco años con Marianela Vergara, quien ya tenía otras dos hijas. Con ella regresó a Puchuncaví y cosechó fama de buen esposo.
A mediados de los años 1990 emigró a Iquique buscando mejores oportunidades de trabajo. Comenzó cargando sacos de sal. En una fiesta conoció a Nancy Boero, catorce años mayor que él y madre de seis hijos. A las dos semanas ya vivían juntos y luego se establecieron en Alto Hospicio, en un sector conocido como «La Negra». Más tarde se cambiarían a «Autoconstrucción», otro sector de la localidad.
Al poco tiempo, dejó su trabajo para iniciarse como taxista en forma ilegal. Fue entonces cuando comenzó su ola de crímenes, todos de similares características.

## Crímenes cometidos
El 16 de septiembre de 1998, recogió en la costanera de Iquique a Graciela Montserrat Tapia, de 17 años. Según su confesión, él le ofreció dinero a cambio de sexo. Sin embargo, la verdadera intención de esta joven era robarle. Cuando él se percató de esto, la golpeó hasta matarla y la abandonó en una playa.
El 24 de noviembre de 1999, mientras conducía en Alto Hospicio, le ofreció a Macarena Sánchez, de 14 años, acercarla en su coche hasta el liceo, después de amenazarla con un cuchillo y violarla, le amarró las manos arrojándola al interior del Pique Huantajaya acabando con su vida.
En febrero de 2000 atacó dos veces en menos de una semana; la primera fue Sara Gómez el 21 de febrero, apenas 2 días después el 23 de febrero encontró a Angélica Lay, una promotora de teléfonos móviles de 23 años, ambas fueron asesinadas en medio de la pampa del desierto.
El jueves 23 de marzo del mismo año, exactamente un mes después del cuarto asesinato, ultrajó y asesinó a la joven Laura Zola, de 14 años, y, al igual que Macarena Sánchez, esta fue violada y asesinada en Huantajaya.
Luego, el 5 de abril, atacó a Katherine Arce, a quien violó y asesinó como a Angélica Lay, luego enterró su cuerpo en un basural clandestino.
El 22 de mayo, Patricia Palma, de 17 años salió del liceo rumbo a su casa. Fue en ese momento cuando Julio Pérez la raptó para luego violarla y matarla; dejando su cuerpo en Huantajaya junto con los cadáveres de Macarena Sánchez y Laura Zola.
Once días más tarde, el 2 de junio, volvió a atacar. Violó y asesinó a Macarena Montecinos en el sector de «Pampa El Molle», quien corrió la misma mala suerte que Angélica Lay y Katherine Arce. La misma desgracia corrió Viviana Garay, de 16 años el 2 de julio, la interceptó, violó y asesinó de un golpe en la cabeza. En esta ocasión, ya que el padre de la última menor movilizó a los familiares de las otras víctimas, quienes según las autoridades y la policía habían huido de sus hogares, sumidos en la pobreza, hacia Perú o Bolivia, buscando un futuro mejor.
Fue así que Pérez Silva dejó de atacar durante más de nueve meses, pero el 17 de abril de 2001 volvió a atacar, en el sector de la «Autoconstrucción» interceptó a una menor de 13 años identificada como Maritza, la amenazó con un cuchillo y la violó, pero no logró asesinarla. Posteriormente Maritza logró escapar y regresó a su casa. Luego de contarle a sus padres lo sucedido la llevaron al hospital de Iquique, donde se examinaron los restos orgánicos del agresor, que nunca pudo ver en la oscuridad, meses más tarde, cuando lo detuvieron, ella reconoció su voz. Compararon las muestras de ADN y resultaron idénticas.

## Reacciones de la prensa y familiares de las víctimas
Durante todo ese tiempo, la misteriosa desaparición de tantas jóvenes de Alto Hospicio alcanzó cobertura nacional. Sin embargo, las autoridades de la época —principalmente el subsecretario del Interior en la época, Jorge Burgos— y la policía aseguraban que lo más probable es que se tratase de jóvenes que habrían huido de sus hogares para escapar de la pobreza en que vivían, probablemente emigrando hacia Tacna o Bolivia. Hubo gente incluso que sugirió que las jóvenes probablemente se habrían vinculado con la prostitución. Este hecho desvió aún más la atención del verdadero motivo de las desapariciones.
Sin embargo, la desaparición de Viviana Garay generó una reacción totalmente inesperada. El padre de la niña, Orlando Garay, movilizó a las demás familias afectadas. Sólo entonces el hecho se convirtió en noticia, por lo que los crímenes se detuvieron brevemente.
El programa Mea Culpa de TVN hizo un capítulo especial sobre este caso denominado "El Taxi" emitido el año 2003. A fines del 2017 se hizo una miniserie de 8 capítulos, con elementos de ficción pero basada en los acontecimientos de este caso. La miniserie fue llamada La cacería: las niñas de Alto Hospicio y fue emitida por Mega el 2018.

## Descubrimiento del asesino

### Pruebas
Orlando Garay, padre de Viviana Garay, una de las víctimas, comenzó a luchar por la verdad y derribar las especulaciones de las autoridades y la policía del escape de las jóvenes hacia países vecinos, fue así que vendió su bote de pescador y reunió a las familias de otras jóvenes desaparecidas para buscar respuestas. El 18 de julio de 2000 se encontró la mochila y ropa de Viviana en un basural al que, según sus familiares y amigos, nunca iba; ese mismo día, en otro vertedero, los vecinos encontraron la mochila y el uniforme de Katherine Arce. El 20 de julio, Inés Valdivia, madre de Patricia Palma, distinguió en una quebrada la ropa interior de su hija. Fue así como familiares, amigos y vecinos buscaron a las jóvenes acercándose a la respuesta.

### Último crimen y detención
El 4 de octubre de 2001, Julio Pérez Silva cometió el último de sus ataques. Fue el día en que la joven identificada como Bárbara Núñez sobrevivió. Él la interceptó y atacó del mismo modo que hizo con las otras víctimas, la diferencia fue que Pérez Silva le confesó ser el autor de los crímenes; tras ello la golpeó con una piedra en la cabeza y cuando creyó que estaba muerta, se fue. La joven Bárbara sobreviviente del ataque en la cabeza logró pedir ayuda y denunciar el hecho. Ese mismo día fue detenido, fue descubierto en un control vehicular con el pelo corto y teñido, se logro dar con el por detalles en el vehículo. Se destaca que, tras la detención del asesino, su ADN fue comparado con las muestras obtenidas luego del ataque sufrido por Maritza. Estas coincidieron. Tras su detención, Pérez Silva confeso el crimen de tres estudiantes y luego de unos días sin poder dormir juro confesar el delito de otras 4 estudiantes, luego aportó los datos necesarios para localizar los cadáveres de sus víctimas. En un momento, Pérez fue vigilado a las 24 horas y sometido a control del sueño, luego de que en una ocasión intentó suicidarse en su celda con un cordón de zapatos enrollado a un cepillo de dientes.
Desde entonces, han surgido nombres de otras cinco jóvenes y mujeres adultas desaparecidas en la zona de Alto Hospicio entre abril de 1999 y agosto del 2001. Sin embargo, Pérez asegura no saber nada de ellas.

### Condena
Finalmente, el 26 de febrero de 2004, Julio Pérez Silva, en ese momento con 40 años, fue condenado a presidio perpetuo simple (el cual en Chile solo se puede acceder a beneficios tras un mínimo de 20 años cumplidos) por el homicidio de 11 adolescentes y 3 mayores de edad, unos 20 años por los crimenes de violación, y una sentencia de 10 años por un homicidio frustrado. En 2005, la Corte de Apelaciones de Iquique, en fallo confirmado el año siguiente por la Corte Suprema elevó la pena a la de presidio perpetuo calificado (por lo que recién podría optar a beneficios transcurridos 40 años de presidio efectivo y con condiciones de procedencia mucho más estrictas), junto con reemplazar las dos penas accesorias con penas de nueve años para cada una. En total, tendrá la posibilidad de libertad condicional en 2071, cuando tenga 108 años. Actualmente se encuentra recluido en la cárcel de alta seguridad de Colina I (Santiago).

## Víctimas
De acuerdo a las investigaciones, las 14 víctimas de Julio Pérez Silva, asesinadas entre el 12 de septiembre de 1998 y el 23 de agosto de 2001 serían:
- Graciela Monserrat Tapia, de 17 años, asesinada el 15 de septiembre de 1998 en la playa Caleta Chanavayita de Iquique. Su cuerpo fue encontrado al día siguiente.
- Ornella Linares Cepeda, de 14 años, asesinada el 5 de abril de 1999 en Alto Hospicio. Su cuerpo fue encontrado el 2 de julio.
- Ivón Carrillo Lefno, 15 años, asesinada el 9 de agosto de 1999 en Iquique. Su cuerpo también fue encontrado el 2 de julio.
- Macarena Sánchez Jabre, 13 años, asesinada el 23 de noviembre de 2000 en Alto Hospicio. Su cuerpo fue encontrado el 10 de octubre de 2001.
- Guisela Melgarejo Navarro, 34 años, asesinada el 2 de febrero de 2000 entre Pozo Almonte y Alto Hospicio. Su cuerpo fue encontrado el 25 de mayo.
- Sara Gómez Cuevas, 18 años, asesinada el 21 de febrero de 2000 en Alto Hospicio. Su cuerpo fue encontrado el 24 de febrero.
- Angélica Lay Alcayaga, de 23 años, asesinada el 24 de febrero de 2000 en el sector El Pampa de Alto Hospicio. Su cuerpo fue encontrado el 20 de octubre de 2001.
- Laura Sola Henríquez, 14 años, asesinada el 23 de marzo de 2000 en Alto Hospicio. Su cuerpo fue encontrado el 10 de octubre de 2001.
- Katherine Arce Rivera, 16 años, asesinada el 5 de abril de 2000 en Alto Hospicio. Su cuerpo fue encontrado el 10 de octubre de 2001.
- Patricia Palma Valdivia, 17 años, asesinada el 22 de mayo de 2000 en Alto Hospicio. Su cuerpo fue encontrado el 10 de octubre de 2001.
- Macarena Montecinos Iglesias, de 15 años, fue asesinada el 2 de junio de 2000 en Laguna Verde en Iquique. Su cuerpo fue encontrado el 10 de octubre de 2001.
- Viviana Garay Moena, de 16 años, asesinada el 30 de junio de 2000 en el sector El Pampa, en Alto Hospicio. Su cuerpo fue encontrado el 20 de octubre de 2001.
- Deysi Castro Mamani, de 16 años, asesinada el 22 de mayo de 2001 en Alto Hospicio. Su cuerpo fue encontrado el 2 de julio.
- Angélica Palape Godoy, 46 años, asesinada el 23 de agosto de 2001 en Alto Hospicio. Su cuerpo fue encontrado el 2 de julio.

## Obras complementarias

### No ficción

#### Películas
| Año  | Título       | Director        | Producción            | Referencia |
| ---- | ------------ | --------------- | --------------------- | ---------- |
| 2010 | Santas putas | Verónica Quense | Producciones La Perra | [ 7 ]      |

#### Episodios de series
| Año  | Serie            | Temporada | Episodio | Título                 | Directores                                    | Producción | Referencia |
| ---- | ---------------- | --------- | -------- | ---------------------- | --------------------------------------------- | ---------- | ---------- |
| 2003 | Mea culpa        | 8         | 10       | El Taxi - Parte 1      | Marcelo Bernous, Jaime Canales y Carlos Pinto | TVN        | [ 8 ]      |
| 2003 | Mea culpa        | 8         | 11       | El Taxi - Parte 2      | Marcelo Bernous, Jaime Canales y Carlos Pinto | TVN        | [ 8 ]      |
| 2018 | Réquiem de Chile | 3         | 7        | Niñas de Alto Hospicio | Cote Correa y Florencia Doray                 | TVN        | [ 9 ]      |

#### Libros
| Año  | Título                      | Autor           | Editorial     | ISBN          | Referencia |
| ---- | --------------------------- | --------------- | ------------- | ------------- | ---------- |
| 2005 | Reinas del desierto         | Ricardo Leiva   | Planeta       | 9789562473712 | [ 10 ]     |
| 2005 | A la sombra de la impunidad | Cheryl Carrillo | Independiente | -             | [ 11 ]     |

#### Capítulos de libros
| Año  | Título              | Capítulo                                 | Autor/es                             | Editorial     | ISBN          | Referencia |
| ---- | ------------------- | ---------------------------------------- | ------------------------------------ | ------------- | ------------- | ---------- |
| 2015 | Los Malos           | Julio Pérez Silva, Predador              | Leila Guerriero (ed.), Rodrigo Fluxá | Ediciones UDP | 9789563143188 | [ 12 ]     |
| 2016 | Psicópatas seriales | Alto Hospicio: Un asesino serial clásico | Rodrigo Dresdner                     | LOM Ediciones | 9789560008039 | [ 13 ]     |
| 2025 | Psicópatas Chilenos | Julio Pérez Silva                        | Álvaro Matus                         | Plaza y Janés | 9789566129882 | [ 14 ]     |

### Ficción

#### Películas
| Año  | Título   | Director     | Producción | Referencia |
| ---- | -------- | ------------ | ---------- | ---------- |
| 2020 | Diablada | Álvaro Muñoz | Yestay     | [ 15 ]     |

#### Series
| Año  | Título     | Director              | Producción           | Referencia |
| ---- | ---------- | --------------------- | -------------------- | ---------- |
| 2018 | La Cacería | Juan Ignacio Sabatini | Villano Producciones | [ 3 ]      |

#### Libros
| Año  | Título        | Autor         | Editorial              | ISBN          | Referencia |
| ---- | ------------- | ------------- | ---------------------- | ------------- | ---------- |
| 2014 | Racimo        | Diego Zúñiga  | Random House Mondadori | 9789568228811 | [ 16 ]     |
| 2015 | Alto Hospicio | Rodrigo Ramos | Emergencia Narrativa   | 9789568688424 | [ 17 ]     |